# Cevennerne
Cevennerne (fransk: Cévennes) er en bjergkæde i sydlige og centrale dele af Frankrig, som dækker dele af departementerne Gard, Lozère, Ardèche og Haute-Loire.
Ordet Cevennerne kommer af det galliske Cebenna, som blev latiniseret af Julius Cæsar til Cevenna.
Cevennerne er en del af Centralmassivet. Den går fra Montagne Noire og nordøstover til Monts du Vivarais, og det højeste punkt er Mont Lozère på 1.699 m. En anden stor bjergtop er Mont Aigoual på 1.567 m. Loire og Allier løber mod Atlanterhavet, Ardèche og bifloderne Chassezac, Cèze og Gardon løber ud i Rhône. Vidourle, Hérault og Dourbie munder ud i Middelhavet. Regionen har en nationalpark, Parc national des Cévennes, oprettet i 1970 og Parc Naturel Régional des Monts d'Ardèche.
Området er kendt for sine store samfund af protestanter eller huguenotter. Under Ludvig 14.s regeringstid flygtede de fleste huguenotter fra Frankrig, særligt efter ophævelsen af Nantes-ediktet i 1685. Samfundet i Cevennerne holdt sig derimod i ro, og var værnet af bjergene. I 1702 gik denne folkegruppe, kaldt camisarder, imod monarkiet. De to sider blev enige om fred i 1715.